# Déclaration sous serment

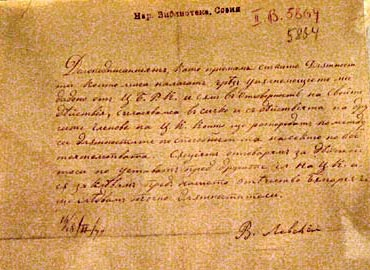
Affidavit de Vasil Levski daté du 16 juin 1872, fait à Bucarest (Roumanie).

Une déclaration sous serment (en latin « affidavit ») est un écrit par lequel on déclare solennellement devant une personne autorisée par la loi (par exemple un commissaire assermenté) que les faits qui y sont énoncés sont vrais.

## En droit français
En France, le terme « déclaration sous serment » est utilisé, plutôt qu’affidavit qui est un mot d’origine latine venu au français par l’anglais.
Il ne faut pas confondre « déclaration sur l'honneur » et « déclaration sous serment ». Alors qu'une attestation sur l’honneur est établie par le signataire lui-même, une déclaration sous serment est réalisée devant un tiers habilité.
Par exemple, dans le cadre de l'attribution d'un marché public, au stade de la candidature, les candidats peuvent prouver par une simple déclaration sur l’honneur, datée et signée, leur conformité aux obligations fiscales et sociales. Seul le candidat retenu devra produire ensuite les certificats pour rendre l’attribution du marché définitive.
Mais si un candidat établi dans un État autre que la France est retenu pour ce marché public, conformément aux dispositions de l’article 46-II du code des marchés publics, il pourra produire un affidavit, une déclaration sous serment, en remplacement des certificats établis par les administrations et organismes du pays d'origine.
En droit de la famille, l'affidavit, ou déclaration sous serment, sert à authentifier des déclarations relatives à la garde partagée, aux pensions alimentaires ou au divorce avant de se présenter devant le juge aux affaires familiales.
En droit fiscal international, des expatriés peuvent utiliser l’affidavit pour déclarer la vente de leurs biens mobiliers à l’étranger auprès d’un commissaire assermenté. Ce document leur permet à leur retour de prouver que la plus-value a déjà été taxée par les autorités fiscales de leur pays d’accueil.
En droit civil, l’affidavit peut être utilisé à de nombreux escients. D’autres champs d’application sont possibles. Mais, quel que soit le champ d’application, l’acte doit être écrit et authentifié par une personne compétente. En cas de litige, la valeur probante d'un affidavit doit être appréciée au cas par cas.

## En droit suisse
En Suisse, la notion d'affidavit n'existe pas formellement d'un point de vue judiciaire, bien que les tribunaux puissent reprendre ce terme dans leurs arrêts (y compris le Tribunal fédéral). Cette forme de déclaration n'a pas d'effet en soi. Elle s'effectue devant un notaire, qui constate tout au plus la date de la déclaration, son contenu et qu'elle ait été faite en sa présence.
Du point de vue du droit pénal, en Suisse, la déclaration faite comme affidavit par un particulier devant notaire n'a pas la force probante suffisante pour constituer un titre au sens de l'art. 251 du Code pénal suisse (CPS). En revanche, l'auteur peut, selon les circonstances, engager sa responsabilité pénale si les déclarations effectuées sous cette forme s'avèrent fausses (art. 253 CPS, obtention frauduleuse d’une constatation fausse). 
Sous l'angle du droit civil suisse, un affidavit constitue une forme qualifiée de témoignage écrit, et s'il établi en vue d'un procès, pourrait éventuellement être qualifié de titre au sens de l'article 177 du Code de procédure civile suisse.

## En droit québécois
Au Québec, en raison de l'influence du droit anglo-saxon, le terme affidavit a longtemps été utilisé (jusqu'en 2016), pour maintenant faire place à l'expression « déclaration sous serment » dans le Code de procédure civile. La déclaration sous serment est nécessaire dans de nombreuses procédures.
À la suite de la Pandémie de Covid-19, le droit québécois a évolué en 2020. L’assermentation d’une déclaration écrite peut désormais se faire à distance par moyen technologique. Il est donc possible de signer une déclaration sous serment à distance, pourvu que le déclarant, celui qui signe, et le commissaire à l’assermentation se voient et s’entendent au moment de la signature.

## Dans les États souscommon law
Le terme affidavit vient du latin, signifiant : « il a déclaré sous serment ». C'est un terme le plus souvent utilisé en droit anglo-saxon (common law). 
Mais au Canada, par exemple, la personne habilitée à recevoir les affidavits (un député, un avocat, un juge…) sera appelée « commissaire aux serments » au Nouveau-Brunswick et « commissaire aux affidavits » en Ontario.
Le juge français a l'obligation de rechercher le contenu d'un affidavit si la déclaration, faite sous serment dans les pays de la common law, par une partie ou par un témoin devant un sollicitor, n'est pas suffisamment probante.